# 德里克·惠布利
德里克·惠布利（暱稱「Bizzy D」）是加拿大安大略省流行朋克樂團魔數41（Sum 41）的主音。他在2006年7月15日於美國加州蒙特西托和艾薇兒（Avril Lavigne）結婚，於2009年10月離婚。

## 魔數41（Sum 41）
在中學認識 Steve Jocz 前，德里克·惠布里早已參與好幾個樂隊。第一個叫作「The Powerful Young Hustlerz」，主要以Hip-hop形式唱披頭四（The Beatles）的歌。

## 外部連結
- 德里克·惠布利在互联网电影资料库（IMDb）上的資料（英文）